# Elbeuf sur Seine
Elbeuf sur Seine o Elbeuf - /ɛl.bœf/ - és un municipi al departament del Sena Marítim i a la regió de Normandia. L'any 2007 tenia 16.975 habitants.

## Demografia

### Població
El 2007 la població de fet d'Elbeuf era de 16.975 persones. Hi havia 7.654 famílies de les quals 3.379 eren unipersonals (1.524 homes vivint sols i 1.855 dones vivint soles), 1.457 parelles sense fills, 1.743 parelles amb fills i 1.075 famílies monoparentals amb fills.
La població ha evolucionat segons el següent gràfic:

### Habitatges
El 2007 hi havia 9.002 habitatges, 7.780 eren l'habitatge principal de la família, 32 eren segones residències i 1.190 estaven desocupats. 1.982 eren cases i 6.917 eren apartaments. Dels 7.780 habitatges principals, 1.909 estaven ocupats pels seus propietaris, 5.789 estaven llogats i ocupats pels llogaters i 82 estaven cedits a títol gratuït; 493 tenien una cambra, 1.610 en tenien dues, 2.398 en tenien tres, 1.960 en tenien quatre i 1.320 en tenien cinc o més. 3.355 habitatges disposaven pel capbaix d'una plaça de pàrquing. A 3.804 habitatges hi havia un automòbil i a 1.506 n'hi havia dos o més.

### Piràmide de població
La piràmide de població per edats i sexe el 2009 era:
| Homes | Edats   | Dones |
| ----- | ------- | ----- |
| 4     | 95 o +  | 40    |
| 20    | 90 a 94 | 104   |
| 40    | 85 a 89 | 200   |
| 56    | 80 a 84 | 216   |
| 208   | 75 a 79 | 280   |
| 224   | 70 a 74 | 316   |
| 220   | 65 a 69 | 336   |
| 292   | 60 a 64 | 308   |
| 420   | 55 a 59 | 336   |
| 504   | 50 a 54 | 528   |
| 468   | 45 a 49 | 576   |
| 508   | 40 a 44 | 516   |
| 524   | 35 a 39 | 580   |
| 728   | 30 a 34 | 712   |
| 700   | 25 a 29 | 808   |
| 574   | 20 a 24 | 620   |
| 562   | 15 a 19 | 574   |
| 573   | 10 a 14 | 628   |
| 656   | 5 a 9   | 664   |
| 516   | 0 a 4   | 548   |

## Economia
El 2007 la població en edat de treballar era d'11.058 persones, 7.723 eren actives i 3.335 eren inactives. De les 7.723 persones actives 6.007 estaven ocupades (3.208 homes i 2.799 dones) i 1.716 estaven aturades (746 homes i 970 dones). De les 3.335 persones inactives 891 estaven jubilades, 1.078 estaven estudiant i 1.366 estaven classificades com a «altres inactius».

### Ingressos
El 2009 a Elbeuf hi havia 7.659 unitats fiscals que integraven 16.905 persones, la mediana anual d'ingressos fiscals per persona era de 13.439 €.

### Activitats econòmiques
Dels 907 establiments que hi havia el 2007, 19 eren d'empreses extractives, 24 d'empreses alimentàries, 4 d'empreses de fabricació de material elèctric, 20 d'empreses de fabricació d'altres productes industrials, 89 d'empreses de construcció, 260 d'empreses de comerç i reparació d'automòbils, 20 d'empreses de transport, 85 d'empreses d'hostatgeria i restauració, 15 d'empreses d'informació i comunicació, 43 d'empreses financeres, 43 d'empreses immobiliàries, 112 d'empreses de serveis, 110 d'entitats de l'administració pública i 63 d'empreses classificades com a «altres activitats de serveis».
Dels 239 establiments de servei als particulars que hi havia el 2009, 1 era una comissaria de policia, 1 oficina d'administració d'Hisenda pública, 2 oficines del servei públic d'ocupació, 1 gendarmeria, 1 oficina de correu, 10 oficines bancàries, 2 funeràries, 10 tallers de reparació d'automòbils i de material agrícola, 2 tallers d'inspecció tècnica de vehicles, 1 establiment de lloguer de cotxes, 6 autoescoles, 13 paletes, 16 guixaires pintors, 12 fusteries, 20 lampisteries, 5 electricistes, 12 empreses de construcció, 30 perruqueries, 2 veterinaris, 6 agències de treball temporal, 59 restaurants, 16 agències immobiliàries, 6 tintoreries i 5 salons de bellesa.
Dels 127 establiments comercials que hi havia el 2009, 2 eren supermercats, 1 una gran superfície de material de bricolatge, 5 botiges de menys de 120 m², 18 fleques, 11 carnisseries, 1 una botiga de congelats, 7 llibreries, 36 botigues de roba, 11 botigues d'equipament de la llar, 6 sabateries, 5 botigues d'electrodomèstics, 3 botigues de mobles, 1 una botiga de mobles, 2 drogueries, 4 perfumeries, 3 joieries i 11 floristeries.

## Equipaments sanitaris i escolars
El 2009 hi havia 4 psiquiàtrics, 2 centres de salut, 9 farmàcies i 2 ambulàncies.
El 2009 hi havia 7 escoles maternals i 9 escoles elementals. A Elbeuf hi havia 2 col·legis d'educació secundària, 3 liceus d'ensenyament general i 1 liceu tecnològic. Als col·legis d'educació secundària hi havia 1.355 alumnes, als liceus d'ensenyament general n'hi havia 2.532 i als liceus tecnològics 559.
Disposava d'un institut universitari.

## Fills il·lustres
- Lucien Dautresme (1826-1892) polític i compositor musical.

## Poblacions properes
El següent diagrama mostra les poblacions més properes.